# Igneocnemis
Igneocnemis – rodzaj ważek z rodziny pióronogowatych (Platycnemididae).

## Zasięg występowania
Rodzaj obejmuje gatunki będące endemitami Filipin.

## Systematyka
Takson ten wprowadził w 1991 roku Matti Hämäläinen jako podrodzaj rodzaju Risiocnemis. Jako gatunek typowy wyznaczył Hypocnemis ignea. W dwóch artykułach opublikowanych w tym samym numerze czasopisma „Odonatologica” zaliczył on do Igneocnemis łącznie 15 gatunków, w tym 7 nowo przez siebie opisanych. W 2002 roku Gassmann i Hämäläinen dokonali rewizji podrodzaju, opisali także 5 nowych gatunków. W 2014 Dijkstra et al. podnieśli Igneocnemis do rangi rodzaju. Obecnie do rodzaju zaliczanych jest 20 gatunków.

### Podział systematyczny
Do rodzaju należą następujące gatunki:

- Igneocnemis antoniae (Gassmann & Hämäläinen, 2002)
- Igneocnemis atripes (Needham & Gyger, 1941)
- Igneocnemis atropurpurea (Brauer, 1868)
- Igneocnemis calceata (Hämäläinen, 1991)
- Igneocnemis flammea (Selys, 1882)
- Igneocnemis fuligifrons (Hämäläinen, 1991)
- Igneocnemis haematopus (Selys, 1882)
- Igneocnemis ignea (Brauer, 1868)
- Igneocnemis incisa (Kimmins, 1936)
- Igneocnemis kaiseri (Gassmann & Hämäläinen, 2002)
- Igneocnemis melanops (Hämäläinen, 1991)
- Igneocnemis nigra (Gassmann & Hämäläinen, 2002)
- Igneocnemis odobeni (Hämäläinen, 1991)
- Igneocnemis pistor (Gassmann & Hämäläinen, 2002)
- Igneocnemis plebeja (Hämäläinen, 1991)
- Igneocnemis polilloensis (Hämäläinen, 1991)
- Igneocnemis rubricercus (Gassmann & Hämäläinen, 2002)
- Igneocnemis rubripes (Needham & Gyger, 1939)
- Igneocnemis siniae (Hämäläinen, 1991)
- Igneocnemis tendipes (Needham & Gyger, 1941)